# Opération Pamphlet
Vous lisez un « article de qualité » labellisé en 2019.
Pendant la Seconde Guerre mondiale
L'opération Pamphlet, également appelée convoi Pamphlet, est une opération militaire de la Seconde Guerre mondiale, menée par les Alliés en janvier et février 1943 pour rapatrier la 9e division d'infanterie de l'armée australienne depuis l'Égypte.
Durant la traversée de l'océan Indien et le long des côtes australiennes, le convoi est protégé par plusieurs forces navales alliées contre d'éventuelles attaques des navires de guerre japonais. Vers la fin du mois de janvier 1943, les troupes de la 9e division commencent à embarquer à bord des navires de transport et l'opération commence le 4 février. Les préparatifs débutent après que les gouvernements britannique et américain ont accepté la demande du gouvernement australien de rapatrier la 9e division, mettant ainsi fin aux contributions de la Seconde force impériale australienne dans la campagne d'Afrique du Nord. Avant cette prise de décision, Winston Churchill et Franklin Delano Roosevelt ont tenté de convaincre le Premier ministre australien John Curtin de ne pas retirer les troupes australiennes jusqu'à ce que la victoire des Alliés en Afrique du Nord soit complète. Curtin n'est cependant pas disposé à accepter une telle proposition car les commandants alliés opérant dans le Pacifique Sud-Ouest jugent que l'appui de la 9e division est nécessaire pour renforcer les troupes déployées en Nouvelle-Guinée.
Le convoi est préparé dans la mer Rouge près de Massaoua, entre la fin du mois de janvier et le début du mois de février 1943. Les navires sillonnent l'océan Indien le 4 février et, après avoir fait le plein à l'atoll Addu, arrivent sains et saufs au port de Fremantle le 18 février. Durant le voyage, aucun accrochage n'a lieu entre les navires des alliés et ceux des Japonais. Quatre des navires de transport poursuivent leur navigation vers la côte est australienne ; l'un s'amarre à Melbourne le 25 février et le reste arrive à Sydney deux jours plus tard. À son retour en Australie, la 9e division apporte une contribution majeure aux opérations menées en Nouvelle-Guinée vers la fin de l'année 1943.

## Contexte stratégique

### La9edivisionau Moyen-Orient
En 1940 et 1941, trois divisions d'infanterie et quelques unités affectées au 1er corps de l'AIF sont déployées au Moyen-Orient, où elles prennent part à plusieurs campagnes contre les forces allemandes, italiennes et françaises du régime de Vichy,. Après le déclenchement de la guerre du Pacifique, l'ensemble du corps d'armée, ainsi que les 6e et 7e divisions d'infanterie retournent en Australie pour renforcer la défense du pays.
Entre-temps, le gouvernement australien accepte les demandes des Britanniques et des Américains de conserver temporairement la 9e division au Moyen-Orient, en échange du déploiement en plus grand nombre des unités de l'armée américaine en Australie et du soutien de la Grande-Bretagne à une proposition d'étendre la Force aérienne royale australienne à 73 escadrons. La 9e division joue un rôle important durant la première bataille d'El Alamein en juillet 1942 et la seconde bataille d'El Alamein entre le 23 octobre et le 4 novembre,,,. La division perd beaucoup de ses hommes au cours de ce dernier engagement et ne prend guère part à la traque des troupes de l'Axe qui battent en retraite.

### Démarches de rapatriement de la division

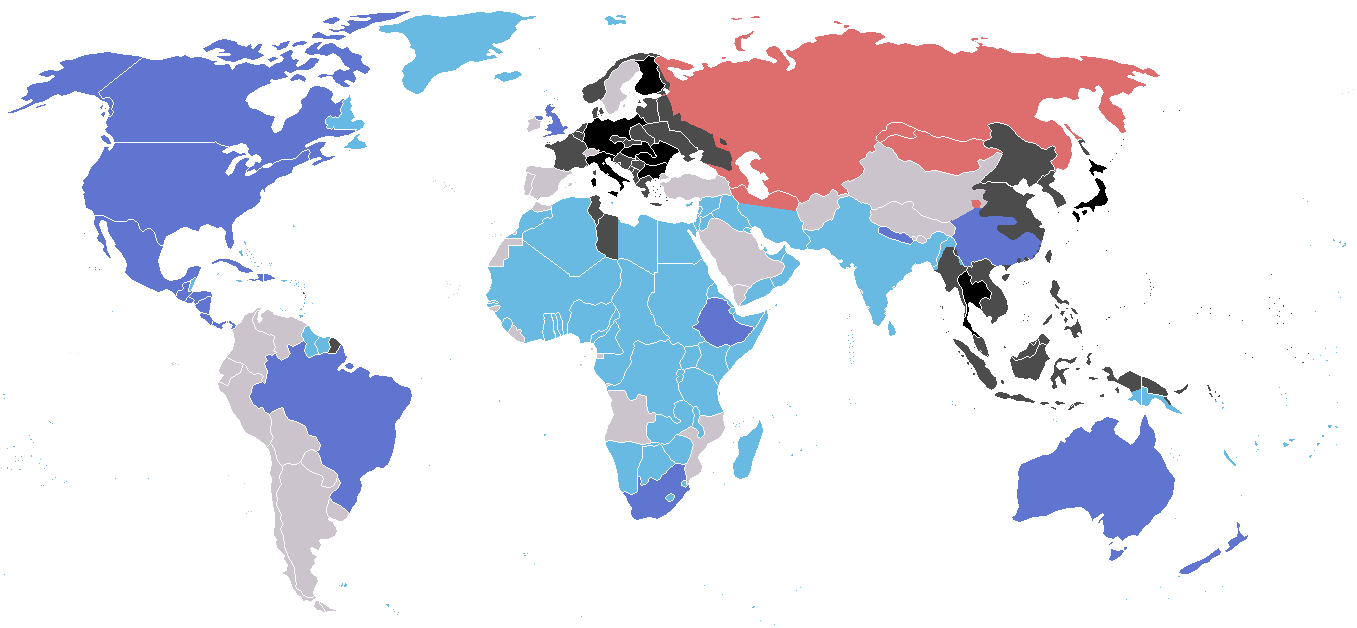
Situation stratégique mondiale en décembre 1942 :
Alliés
Territoires occupés par les Alliés
Alliés de l'est
Pays de l'Axe
Territoires occupés par les forces de l'Axe
Pays neutres

En octobre 1942, plusieurs facteurs obligent le gouvernement australien à rappeler la 9e division. En premier lieu, le gouvernement et le commandant des forces militaires australiennes, le général Thomas Blamey, ont le désir de soulager les efforts de guerre des 6e et 7e divisions durant la campagne de Nouvelle-Guinée, et Blamey pense que la 9e division est mieux préparée à cette tâche que les milices de l'armée de réserve australienne ou les unités de l'armée américaine. De son côté, le commandant des forces alliées du South West Pacific Area, le général Douglas MacArthur, fait pression sur les gouvernements américain et australien pour qu'ils demandent des renforts lors des offensives contre les positions japonaises. Ensuite, le gouvernement australien souhaite concentrer son armée dans un seul théâtre, étant donné la difficulté croissante de trouver des renforts après les pertes subies par la 9e division au Moyen-Orient, mais aussi les difficultés politiques associées à la mise en œuvre des procédures permettant aux unités de milice de servir hors du pays. À cela s'ajoute une baisse considérable du moral des soldats en cas de séjour prolongé en dehors du territoire australien.
Le 17 octobre 1942, le Premier ministre australien John Curtin envoie un télégramme diplomatique au Premier ministre britannique Winston Churchill afin de demander le retour de la 9e division en Australie. Dans le télégramme, Curtin déclare que, en raison de la pénurie de main-d'œuvre en Australie et des exigences liées à la guerre du Pacifique, il n'est plus possible de fournir suffisamment de renforts pour soutenir la division au Moyen-Orient. Considérant la 9e division comme un atout indispensable pour la prochaine offensive à El Alamein, le gouvernement britannique s'oppose d'emblée à cette demande. Le 29 octobre, soit six jours après le début de la bataille, Curtin envoie un autre télégramme à Churchill, déclarant que l'Australie a besoin de la division dans le Pacifique afin de participer à de nouvelles offensives. Le 1er novembre, le président américain Franklin Delano Roosevelt écrit à Curtin pour lui proposer le déploiement d'une division supplémentaire de l'armée américaine en Australie, en contrepartie du maintien de la 9e division au Moyen-Orient. Curtin, sous la pression de MacArthur, rejette cette proposition le 16 novembre et demande à nouveau le rapatriement de la 9e division.

### Ratification de l'opération

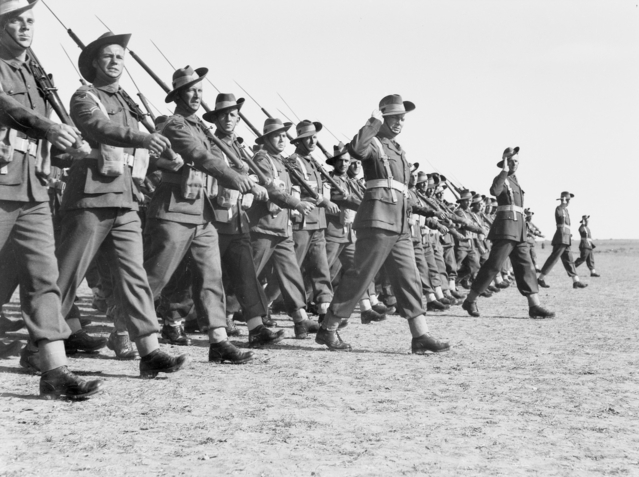
Soldats de la 9e division pendant un défilé militaire à l'aéroport de Gaza, le 22 décembre 1942.

Le 21 novembre 1942, le général Harold Alexander, commandant en chef du Middle East Command, informe le général Leslie Morshead du prochain rapatriement de la 9e division,. Le 2 décembre, Churchill affirme au gouvernement australien avoir essayé de convaincre Roosevelt de laisser rentrer la 9e division, mais que les répercussions stratégiques qui en résulteraient pourraient réduire de 30 000 hommes l'effectif des forces militaires américaines présentes en Grande-Bretagne et en Afrique du Nord. Il affirme également qu'en raison d'une pénurie de navires, les équipements lourds de la 9e division devaient rester au Moyen-Orient. Le 3 décembre, Roosevelt écrit à Curtin pour lui suggérer de laisser la 9e division rester au Moyen-Orient jusqu'à la défaite définitive des forces de l'Axe en Afrique du Nord. Le président promet également à Curtin que la 25e division d'infanterie sera transférée en Australie au cours du mois de décembre,. À la suite de ces messages, le gouvernement australien demande conseil à Blamey et MacArthur pour savoir s'il est nécessaire que la 9e division retourne au pays avec l'ensemble de ses équipements lourds. Les deux hommes affirment que ce ne serait pas nécessaire car les Américains fourniront tous les équipements indispensables aux hommes de la 9e division après leur retour en Australie.
Le 8 décembre, Curtin insiste de nouveau sur la nécessité de renvoyer la 9e division en Australie dès que possible, afin de compenser les pertes subies par l'Armée de terre à la suite des dernières épidémies de maladies tropicales ; d'autant plus que la présence de la division est indispensable pour les préparatifs des offensives alliées dans le Pacifique. Dans son message, il accepte que les équipements lourds soient laissés au Moyen-Orient et exige que la division retourne en Australie avec le strict minimum, afin de se préparer au combat dans le Pacifique Sud-Ouest. Aucun autre débat sur la question n'a lieu et, le 15 décembre, Churchill informe Curtin que les navires de transport seront disponibles vers la fin du mois janvier pour rapatrier la 9e division et une partie de ses équipements.
La contribution des troupes de la 9e division dans la seconde bataille d'El Alamein prend fin le 5 novembre 1942. Elles prennent la route le 30 novembre et arrivent en Palestine le 9 décembre. Par la suite, la division établit son camp dans une localité située entre Gaza et Qastina, où certains soldats prennent le temps de se reposer, tandis que d'autres s'entraînent. De nombreux hommes de la division obtiennent également une permission. Le 22 décembre, l'ensemble des troupes de la division participe à un défilé militaire à l'aéroport de Gaza,.

## Préparatifs de l'opération

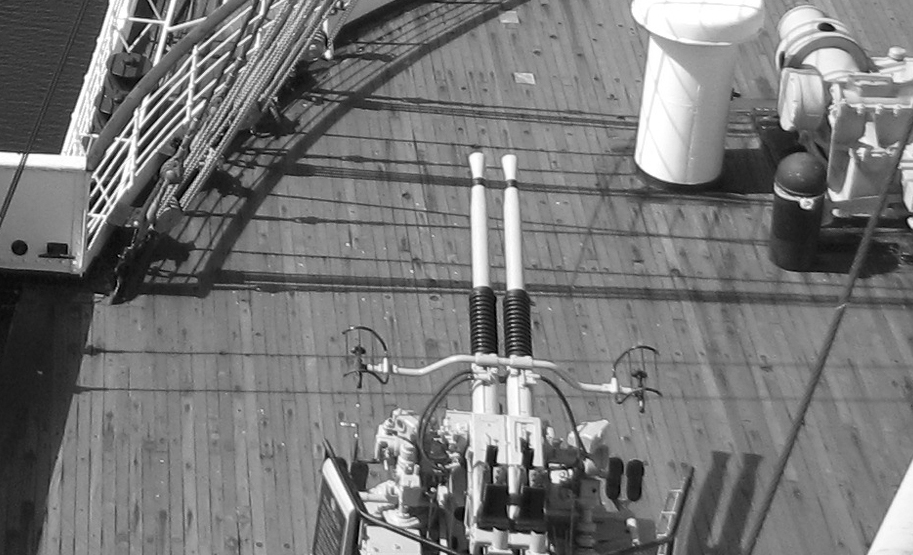
Reconverti en navire de transport de troupes, le Queen Mary est équipé de canons anti-aériens.

Les préparatifs du convoi commencent vers la fin du mois de décembre 1942. Le 26 décembre, tous les commandants des unités de la Première force impériale australienne (AIF) au Moyen-Orient sont informés de l'opération, connue d'abord sous le nom de code « Liddington ». Un plan de sécurité renforcée est mis en place pour l'occasion, et le personnel subalterne est informé du transfert de ses unités en Égypte. De nombreux membres de l'AIF croient au début se préparer à de nouvelles offensives en Méditerranée, mais à mesure que les préparatifs avancent, il devient évident que les unités sont sur le point d'entreprendre un long voyage en mer. Au début du mois de janvier 1943, l'artillerie, les chars et les autres équipements lourds de la 9e division sont entreposés dans les dépôts d'armes et, le 16 janvier, la division commence à se déplacer vers la zone du canal de Suez, d'où elle doit embarquer,. Au cours de cette période, tout le personnel affecté au RDP (Reinforcement Depot in Palestine) de l'AIF se regroupe avec la 9e division, augmentant de manière significative le nombre de passagers autorisés à embarquer. Pour rejoindre le point d'embarquement, la division se déplace en groupes ; quelques-uns passent un jour ou deux dans un camp de transit à Qassin, où tous les véhicules ayant servi au transport sont remis aux autorités britanniques. Avant de quitter le Moyen-Orient, la 9e division s'entraîne au débarquement et à la guerre dans la jungle. En janvier, chaque brigade passe trois jours à faire des exercices sur un terrain accidenté près de Bayt Jibrin. La plupart des commandants de brigade et plusieurs officiers de chacun des bataillons d'infanterie suivent également des formations de courte durée en opération militaire amphibie avec des experts britanniques sur les lacs Amer, en Égypte.
Vers la fin de l'année 1942, la Royal Navy apporte sa contribution au rapatriement de la 9e division en affectant quatre grands navires de transport de troupes à l'opération. Au début, le Comité des chefs d'état-major britannique propose à Churchill de traverser l'océan Indien sans escorte de protection mais, étant donné que la partie est de l'océan est à portée des forces navales japonaises basées à Singapour, dont les sous-marins ont déjà attaqué quelques navires près d'Aden, cette proposition est jugée risquée, d'autant plus qu'il est peu probable que le mouvement de tant de troupes puisse être gardé secret,. De plus, la navigation sans escorte du convoi viole une politique de longue date consistant à affecter au moins un capital ship pour protéger les convois de troupes dans cette région, et n'aurait donc pas été acceptée par le gouvernement australien. En novembre, le Comité des chefs d'état-major décide d'attribuer une escorte au convoi, en omettant toutefois de donner des détails sur le nombre de navires affectés.
Les bateaux utilisés pour l'opération sont les paquebots RMS Aquitania, l'Île-de-France, le SS Nieuw Amsterdam et le Queen Mary ; ces quatre navires ont déjà transporté des soldats australiens dans divers endroits, dont le Moyen-Orient,. Avant leur arrivée à Suez, les paquebots de ligne étaient chargés de transporter le personnel militaire des Alliés sur de longues distances. L'Aquitania arrive d'Australie le 5 janvier, le Queen Mary arrive du Royaume-Uni le 18 janvier, le Nieuw Amsterdam arrive le 31 janvier après avoir voyagé le long des côtes de l'Afrique de l'Est et enfin l'Île-de-France, qui arrive à Suez vers la fin du mois de janvier,. Outre les quatre paquebots, le croiseur auxiliaire SS Queen of Bermuda est réquisitionné par les Alliés pour renforcer l'escorte du convoi et embarquer le personnel australien. Les quatre paquebots de ligne sont armés de canons anti-aériens opérés par du personnel qualifié, ainsi que deux canons de 6 pouces chacun. L'opération consistant à faire naviguer ensemble ces navires de l'Égypte à l'Australie est désignée Opération Pamphlet.

## Le voyage

### Traversée de l'océan Indien

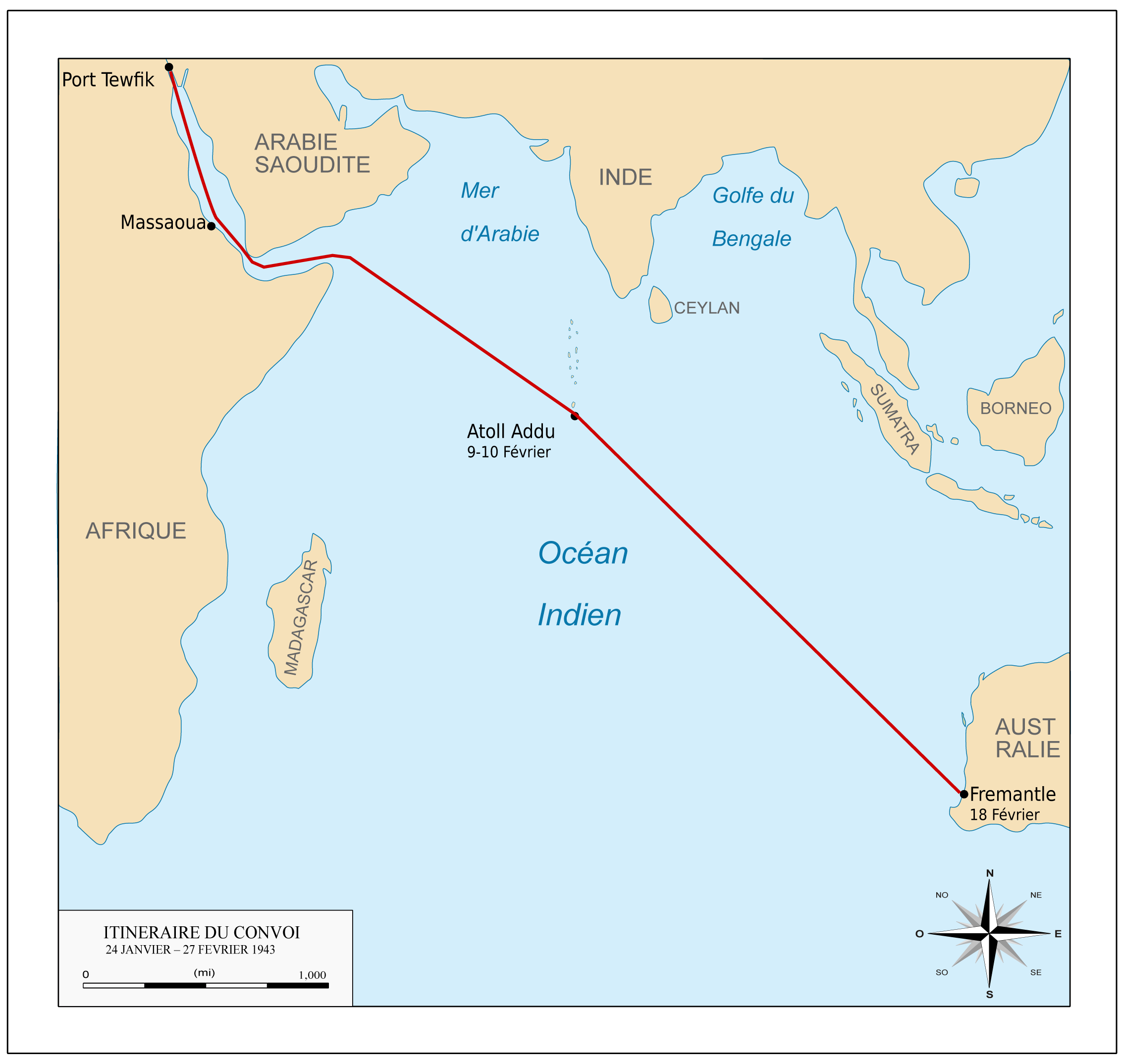
Itinéraire des navires de troupes lors de l'opération Pamphlet.

Les soldats de l'AIF commencent à embarquer dans les navires de troupes le 24 janvier 1943. Comme les ports du canal de Suez sont trop petits pour que les quatre navires puissent être chargés simultanément, le processus d'embarquement est organisé de façon que les cinq navires du convoi puissent naviguer séparément le long du nord de la mer Rouge, pour ensuite se regrouper près de Massaoua, en Érythrée italienne. Les destroyers britanniques HMS Pakenham, HMS Petard, HMS Derwent et HMS Hero ainsi que le destroyer grec Reine Olga quittent la Mediterranean Fleet pour protéger les navires de troupes contre d'éventuelles attaques des sous-marins japonais lors de leur passage dans la mer Rouge,,.
Le Queen Mary est le premier navire à terminer son chargement et quitte Port Tewfik le 25 janvier. Trois jours plus tard, le paquebot mouille l'ancre à Massaoua et les soldats à bord sont obligés de supporter la forte chaleur des cabines jusqu'à la reprise du voyage. Entre le 25 et le 30 janvier, l'Aquitania embarque les soldats de la 20e brigade d'infanterie. L'Île-de-France termine à son tour son chargement et quitte l'Égypte le 28 janvier, alors que le Nieuw Amsterdam et le Queen of Bermuda lèvent l'ancre le 1er février. Au total, 30 985 Australiens embarquent à bord du Queen of Bermuda et des autres paquebots reconvertis ; l'Aquitania en transporte 6 953, le Nieuw Amsterdam 9 241, l'Île-de-France 6 531, le Queen Mary 9 995 et le Queen of Bermuda 1 731,. Après le départ du convoi, 622 membres du personnel de l'AIF restent au Moyen-Orient ; ce chiffre est progressivement réduit à moins de 20 en mars 1943.

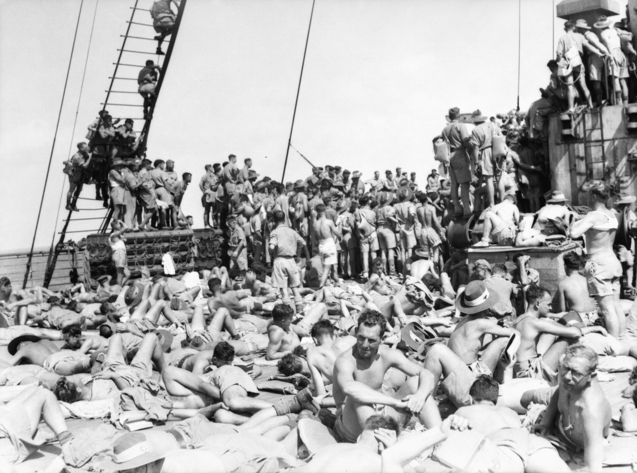
Soldats en train de se bronzer à bord du Nieuw Amsterdam durant la traversée de l'océan Indien.

Le matin du 4 février, les cinq navires du convoi se retrouvent au large de l'île de Périm, sur la mer Rouge, et atteignent Aden plus tard dans la journée,. Les destroyers quittent le convoi au passage du cap Guardafui et sont remplacés par le croiseur lourd HMS Devonshire et le croiseur léger HMS Gambia. Le capitaine James Bisset, commandant du Queen Mary, est désigné commodore de l'opération. Les quatre grands paquebots naviguent en tête du convoi et, suivant le rythme du Queen of Bermuda, les autres navires se déplacent à une vitesse de 17 nœuds, alors que les paquebots naviguent généralement à une vitesse beaucoup plus élevée. Ayant prévu de reprendre au plus vite ses activités habituelles avec le Queen Mary, Bisset n'approuve pas l'idée de naviguer avec un convoi de plusieurs navires, car cela augmenterait considérablement le temps nécessaire pour terminer le voyage,.
Lorsqu'il atteint l'océan Indien, le convoi navigue vers le sud-est. Les navires manœuvrant ensemble en zigzag, les officiers chargé du quart ont la tâche extrêmement difficile d'éviter les collisions pendant les virages fréquents. Bien qu'elles soient enthousiastes de pouvoir enfin rentrer, le voyage se fait dans des conditions très difficiles pour les troupes, notamment à cause de la chaleur des cabines bondées. Les soldats se détendent du mieux qu'ils peuvent en faisant des exercices physiques, en se bronzant ou en jouant aux cartes. Ceux qui sont à bord du Queen Mary ont cependant le privilège d'assister à des concerts donnés par une fanfare régimentaire. Les officiers de la 9e division jouissent quant à eux de conditions un peu plus favorables, ce qui est plutôt vu d'un mauvais œil par certains des autres haut gradés du convoi,. L'entraînement de la 9e division à la guerre dans la jungle se poursuit pendant le voyage ; tous les membres du personnel assistent quotidiennement à des conférences données par des officiers sur leurs expériences aux combats dans le Pacifique.

### Escale sur l'atoll Addu et premiers renforts d'escorte

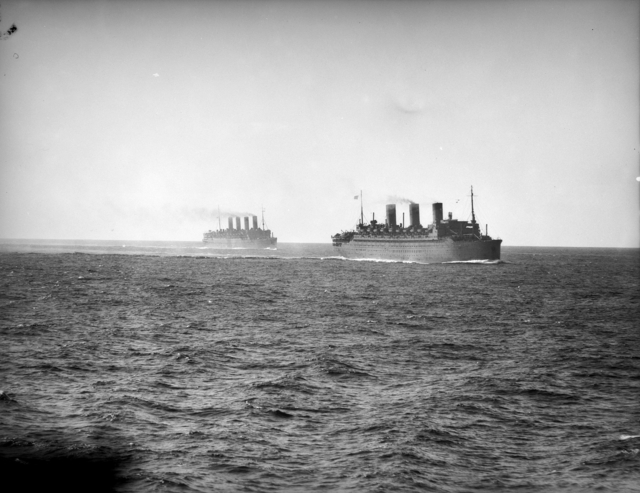
Le RMS Aquitania et l'Île-de-France durant la traversée de l'océan Indien.

Le convoi arrive sur l'atoll Addu dans la soirée du 9 février pour se ravitailler en nourriture et faire le plein de carburant. Addu sert secrètement de base de ravitaillement pour les navires alliés voguant dans l'océan Indien – un fait ignoré par les Australiens lors de leurs passages sur l'atoll. Bien que n'ayant pas le droit de débarquer, les troupes australiennes habituées au désert aride du Moyen-Orient savourent le paysage tropical de l'atoll. Après le ravitaillement des navires, le convoi continue son périple dans l'après-midi du 10 février.
Une forte escorte assure la protection du convoi durant la traversée de l'océan Indien, considéré comme l'étape la plus dangereuse du voyage, car il y est à portée des navires de guerre japonais basés à Singapour. Pour anticiper cette menace, l'escorte du convoi est assurée pendant plusieurs jours par la Force A de l’Eastern Fleet britannique. Cette flotte comprend les cuirassés HMS Warspite, HMS Resolution et HMS Revenge, ainsi que le croiseur léger HMS Mauritius et six destroyers. Lorsque le convoi atteint un point situé à 800 milles (1 300 km) du port de Fremantle (Australie-Occidentale), son escorte est renforcée par les croiseurs néerlandais HNLMS Jacob van Heemskerck et HNLMS Tromp, ainsi que les destroyers HNLMS Tjerk Hiddes et HNLMS Van Galen,.

### Fremantle
Les navires arrivent à Fremantle le 18 février. En apercevant les côtes australiennes, les soldats laissent éclater leur joie et un tonnerre d'applaudissements se fait entendre sur les ponts des navires. Le Nieuw Amsterdam et le Queen of Bermuda s'amarrent dans le port de Fremantle Harbour, tandis que les trois autres navires de troupes jettent l'ancre à Gage Roads. Pendant que les membres de la 9e division d'Australie-Occidentale débarquent, les navires chargent les provisions et le courrier. Le Queen of Bermuda quitte le convoi à Fremantle et ses 517 passagers sont transférés dans le Nieuw Amsterdam, ce qui provoque un surpeuplement considérable du paquebot pour le reste du trajet.

### Traversée des mers australiennes et fin de l'opération

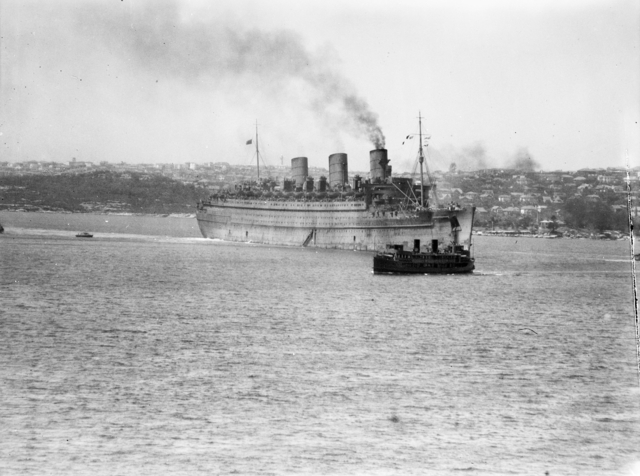
Le Queen Mary arrivant au port de Sydney le 27 février 1943.

Le gouvernement Curtin pense que si le reste du convoi traverse les eaux australiennes, il pourrait être victime d'une attaque des navires de guerre et sous-marins japonais. Lors d'une réunion tenue le 17 février, le Conseil de guerre envisage de transporter les soldats restants par voie ferrée. Ce projet est abandonné à cause de la capacité limitée du Trans-Australian Railway. Il faudrait en effet plusieurs mois à la compagnie pour transporter les 30 000 soldats de la division. Le Conseil recommande donc de poursuivre le convoi avec la « protection maximale possible ». En raison de la présence des sous-marins japonais au large des côtes australiennes, des mesures de sécurité draconiennes sont mises en place après l'arrivée du convoi à Fremantle : les communications civiles entre l'Australie-Occidentale et la côte Est sont coupées pendant plusieurs jours, et Curtin ordonne que les médias ne diffusent aucune information sur les déplacements de la 9e division. Lors d'un briefing le 24 février, Curtin déclare aux journalistes qu'il n'a pas bien dormi depuis trois semaines à cause des préoccupations liées à la sécurité du convoi,.
Lorsqu'il quitte Fremantle le 20 février, le convoi est escorté par le HNLMS Jacob van Heemskerck, le HNLMS Tjerk Hiddes et le croiseur léger australien HMAS Adelaide. Pour éviter tous les navires et les sous-marins ennemis opérant au large des côtes australiennes, l'itinéraire du convoi a été tracé pour atteindre l'Australie par le sud. L'escorte est renforcée le 24 février lorsque le convoi est rejoint par la Force d'intervention no 44, dépêché de Sydney le 17 février, et qui inclut le croiseur lourd HMAS Australia et les destroyers américains USS Bagley, USS Helm et USS Henley. L'Adelaïde et les navires de guerre néerlandais quittent le convoi peu de temps après pour escorter le Nieuw Amsterdam jusqu'à Melbourne, où le paquebot accoste dans l'après-midi du 25 février. La Force d'intervention no 44 escorte les navires restants jusqu'à Sydney, en naviguant le long des côtes sud de la Tasmanie avant de remonter la côte australienne. Au passage de l'extrémité est du détroit de Bass, l'escorte est renforcée par le Jacob van Heemskerck et le destroyer français Le Triomphant,. Les trois paquebots arrivent à Sydney le 27 février 1943, achevant alors l'opération Pamphlet sans le moindre incident,,. Malgré la confidentialité de l'opération, de grandes foules se rassemblent autour de Port Jackson pour assister à l'arrivée des navires. Le Queen Mary jette l'ancre au large de Bradleys Head et les deux autres paquebots amarrent à Woolloomooloo. Curtin annonce officiellement le rapatriement de la 9e division dans un discours prononcé devant la Chambre des représentants le 23 mars.

## Conséquences

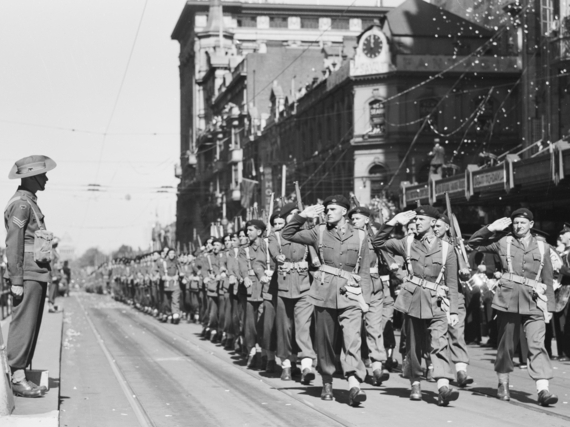
Les membres du régiment de cavalerie de la 9e division marchant dans le quartier central des affaires de Melbourne, le 31 mars 1943.

Les navires ayant participé à l'opération Pamphlet sont rapidement affectés à d'autres tâches. Après le débarquement des troupes à Fremantle, le Queen of Bermuda part pour le Royaume-Uni le 3 mars. Le 6 mars, le Nieuw Amsterdam quitte Melbourne à destination de San Francisco en passant par la Nouvelle-Zélande, avec à son bord 2 189 militaires. Le paquebot arrive dans la ville californienne le 22 mars. Après avoir embarqué 350 soldats Français libres et environ 150 femmes et enfants, l'Île-de-France quitte Sydney pour Durban le 16 mars. Le 22 mars, le Queen Mary appareille pour le Royaume-Uni avec à son bord 8 326 militaires américains. Naviguant à 28 nœuds, il arrive à Gourock (Écosse) exactement un mois plus tard. Quant à l'Aquitania, il quitte Sydney à peu près à la même heure que le Queen Mary et arrive à New York le 4 mai.
Après leur arrivée en Australie, tous les membres de la 9e division bénéficient d'une permission de trois semaines. Les hommes se rassemblent ensuite dans la capitale de leur État d'origine et assistent à des marches de bienvenue, organisées à la fois pour saluer la contribution de la division au Moyen-Orient et pour annoncer une campagne d'obligations de guerre. À l'issue de ces festivités, la division se regroupe dans des camps d'entraînement situés sur le plateau d'Atherton, dans le Nord du Queensland, où elle termine l'entraînement à la guerre dans la jungle. Comme l'effectif de la division est encore très important à la suite des renforts assignés avant le départ au Moyen-Orient, le surplus d'hommes est transféré dans les unités de la première force impériale australienne. En septembre 1943, la 9e division participe à une offensive contre les forces japonaises pendant la campagne de Salamaua-Lae, en Nouvelle-Guinée,. Sans le rapatriement de la division, une partie de cette mission aurait été confiée à des unités de milice beaucoup moins expérimentées.